# 高い城の男
『高い城の男』（たかいしろのおとこ、原題：The Man in the High Castle）は、アメリカのSF作家フィリップ・K・ディックの歴史改変SF小説。第二次世界大戦で枢軸国が勝利し、アメリカが東西に分断されている世界を舞台としている。1962年に発表され、1963年のヒューゴー賞 長編小説部門を受賞した。
日本では1965年に川口正吉によって翻訳され、ハヤカワ・SF・シリーズ（早川書房）から刊行された。1984年から新たに浅倉久志による新訳版がハヤカワ文庫から出版された。
2015年、ドラマ化が発表され、同年11月からAmazonビデオにおいてドラマ『高い城の男』の配信が開始された。

## 概要
第二次世界大戦が枢軸国の勝利に終わり、大日本帝国とナチス・ドイツによって分割占領されている旧アメリカ合衆国領を舞台にした人間群像劇。
歴史改変SFでは珍しくない設定だが、作品内世界で「もしも連合国が枢軸国に勝利していたら」という歴史改変小説が流行しているという点と、東洋の占術（易経）が同じく流行していて、複数の人物が易経を指針として行動するという部分が独創的である。ディック自身も、本作のプロットを作る際に易経を利用している。後半になるにつれてディック特有の形而上学・哲学的な思索やメタフィクションが展開される一方、ディック作品にありがちなプロットの破綻が生じていない。そうした点からアメリカやイギリスなど英語圏ではディック作品の代表作として挙げられることも多い。
作中の枢軸国の描写に関してはそれぞれに違いがある。日本人は勝者として傲慢な部分もあるものの、人種政策でドイツと対立するなどある程度は話が通じる人間的な集団として描かれている。逆にドイツ人は反ナチ派が軒並み粛清されており、ナチズムの狂気に満ちた集団として描かれている。イタリア人は表面的には日独と並んで戦勝国として扱われているが実態としてはドイツの衛星国であり、その劣等感からアメリカ人に同情する描写が描かれている。また作品中に登場する歴史改変小説は、現実の第二次世界大戦とも異なった形で連合国が勝利する内容になっている。

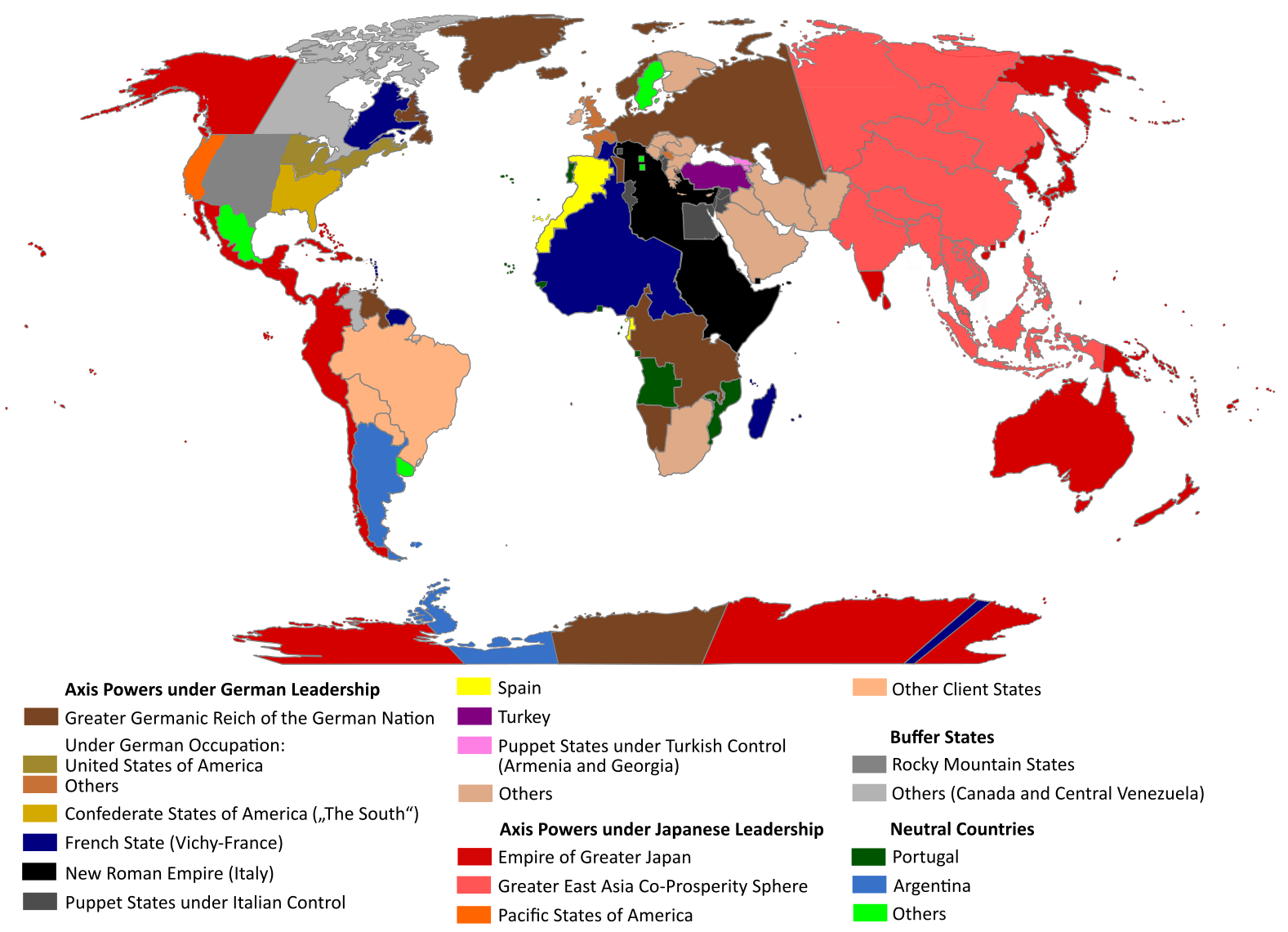
「高い城の男」の世界

## ストーリー
1947年、第二次世界大戦は枢軸国の勝利に終わり、アメリカ合衆国は戦勝国であるドイツと日本によって三つの国に分断され、両国の分割統治下に置かれていた。それから15年後の1962年、アメリカ人の間では謎の人物「高い城の男」によって執筆された『イナゴ身重く横たわる』 という、「連合国が第二次世界大戦に勝利していたら」という仮想小説が流行していた。『イナゴ身重く横たわる』はドイツが支配するアメリカ合衆国およびヨーロッパでは発禁本に指定され、「高い城の男」は保安警察に命を狙われていた。
日本が支配するアメリカ太平洋岸連邦のサンフランシスコにあるアメリカ美術工芸品商会を経営する美術商ロバート・チルダンは、上得意先である田上信輔に、頼まれていた品物の手配が遅れていることを叱責され、代わりの品物を届けるために田上がいる通商代表部に向かう。一方、勤め先の工場をクビになったフランク・フリンクは、これからの指針を求めて易経に勤しんでいた。田上もまた、「取引相手である実業家バイネスの正体を探れ」という日本政府からの指令に悩み易経を頼みとしていた。
日本の影響下にあるロッキー山脈連邦のキャノン・シティに暮らすジュリアナ・フリンクは、合衆国から仕事でやって来たイタリア移民のジョー・チナデーラと出会い、成り行きで一夜を共にする。ジュリアナは、ジョーが持っていた『イナゴ身重く横たわる』に興味を持ち、「高い城の男」が住むシャイアンに共に行くことになる。その頃チルダンは、日本海軍の春沢提督の使者と名乗る男から「あなたが扱っている美術品は模造品だ」と告げられ面目を失い、取引相手であるキャルヴィンを問い詰める。一方で地元の新聞社に問い合わせた結果、提督の乗艦であると聞かされていた航空母艦翔鶴は戦時中にアメリカ軍の潜水艦によって沈められており、春沢提督なる人物も存在しないことが判明する。春沢提督の使者を騙る者の正体はフランクであり、友人のマッカーシーと組み、元上司で模造品の元締めのウインダム＝マトスンから退職金を巻き上げる。
同じ頃、ドイツでは最高指導者のボルマン首相が死去したことでナチ党内部の権力闘争が激化し、アメリカにも影響が及び始める。一方、フランクとマッカーシーは、ウインダム＝マトスンから巻き上げた退職金でエドフランク宝飾工房を起業し、自身の腕を活かした装身具を作り、その装身具をチルダンに売り付けようとするが、チルダンに言い包められ委託取引にされてしまう。装身具を手にしたチルダンは、それまで扱ってきた過去の遺物である骨董品とは違うアメリカの「未来」の姿を感じ、アメリカ人としての自信を取り戻す。
その頃、日本軍の手崎将軍から連絡を受けた田上は、バイネスをオフィスに呼び三者会談を行う。会談の中で、バイネスは自分がドイツ国防軍情報部のヴェゲナー大尉であることを明かし、ボルマン政権と、その後を継いだゲッベルス政権が対日核攻撃作戦「タンポポ（レーヴェンツァーン）作戦」を計画していることを語り、計画を阻止するため作戦反対派のハイドリヒに助力して欲しいと告げる。その時、バイネスの正体を掴んだ保安警察のメーレ将軍が送り込んだ工作員が現れ銃撃戦となるが、田上が工作員を射殺し事態を収束させる。手崎将軍は対応を協議するため日本に帰国し、任務を果たしたヴェゲナー大尉もドイツに帰国する。
「高い城の男」に会うための旅を続けていたジュリアナとジョーはデンヴァーに到着する。しかし、そこでジュリアナは、ジョーの正体が「高い城の男」暗殺のため派遣されたナチスの工作員だと気付き、ジョーを殺害しホテルを後にする。途方に暮れたジュリアナは易経を行い、その啓示に従い、「高い城の男」に命が狙われていることを知らせるためにシャイアンに向かう。
翌日、「高い城の男」ことホーソーン・アベンゼンの邸宅に到着したジュリアナは、ナチスの工作員が迫っていることを告げると同時に、何故『イナゴ身重く横たわる』を執筆したのかを尋ねる。ジュリアナの問いに対し、アベンゼンは「易経との契約に基づき書いた」と告白する。ジュリアナは、何故易経が『イナゴ身重く横たわる』を書かせたのかを知るため易経を行い、「真理」の答えを得る。ジュリアナは、『イナゴ身重く横たわる』の世界こそが真実の世界であると知り、アベンゼンに礼を言い邸宅を後にした。

## 登場人物
ロバート・チルダン
アメリカ太平洋岸連邦で「アメリカ美術工芸品商会」を経営する古美術商。日本人相手に歴史的な美術品を販売しているが、旧合衆国の歴史の浅さから100年ほど前の日用品やポスターなどを扱っている。
敗戦国民として日本人に対し卑屈な態度をとっていたが、エドフランク宝飾工房の装身具をきっかけにアメリカ人としての誇りを取り戻す。
フランク・フリンク
太平洋岸連邦の工芸職人。ユダヤ系アメリカ人。本名は「フランク・フィンク」。合衆国の軍人としてアメリカ本土決戦で枢軸軍と戦った過去を持つ。
終戦後も暫くはレジスタンスを続けていたが、占領統治が進むにつれて武器を捨てた。職人としての腕前は良いが人当たり悪く職場の工場をクビになっている。妻ともども易経に凝っている。
友人のマッカーシーに誘われ「エドフランク宝飾工房」を起業するが、チルダンに対する詐欺行為とユダヤ系の素性が発覚し逮捕される。その後、ドイツへの引き渡しを拒否した田上の計らいで釈放される。
ジュリアナ・フリンク
フランクの妻。美しい風貌をした黒髪の女性。フランクの貧しい生活に嫌気が差して別居、現在はロッキー山脈連邦のコロラド州キャノン・シティで、柔道の教師をしながら暮らしている。
『イナゴ身重く横たわる』の熱心な愛読者で、知り合ったジョーと共に作者の「高い城の男」に会おうと考えている。柔道の有段者で夫と同じく易経にも精通している。
ジョー・チナデーラ
イタリア国籍の退役軍人。北イタリアのミラノ出身。出稼ぎ目的の移民として合衆国に滞在しており、貨物運搬の用心棒としてロッキー山脈連邦を訪れた際にジュリアナと知り合う。浅黒い肌に黒い髪をした男性で、地中海人種的な風貌から東側の人種政策で差別されており、戦勝国出身にも拘らず『イナゴ身重く横たわる』の愛読者となっている。
ファシスト党少年団にも入っていた愛国者でロドルフォ・グラツィアーニの下で北アフリカ戦線に従軍し、エルヴィン・ロンメルからも二級鉄十字勲章を与えられている。正体はスイス出身のブランデンブルク隊工作員。北方人種風の風貌を隠し、密かにホーソーン・アベンゼンを追っていた。
田上信輔（たがみ のぶすけ）
原文では「Tagomi」であるため、浅倉訳版で姓が改変されている（川口訳版では原文のママ）。太平洋岸連邦の第一通商代表団の代表を務める日本人官僚。日本政府からバイネスの素性を探ることを命令されている。易経を精神統一の手段としてしばしば用いている。
「タンポポ作戦」の詳細を聞き精神的に衰弱し、SDの通商代表部襲撃とフランクの引き渡し要求でライスと口論となり、心臓発作を起こし倒れる。
ポール・梶浦（ポール・かじうら）
原文では「Kasoura」であるため、浅倉訳版で姓が改変されている（川口訳版では原文のママ）。太平洋岸連邦の不遇地域生活水準向上調査委員会の日本人職員。美術品愛好家で、チルダンの店の常連客。
ベティ・梶浦（ベティ・かじうら）
ポールの妻。浅黒い肌に艶やかな黒髪をした女性。
手崎（てざき）
原文では「Tedeki」であるため、浅倉訳版で姓が改変されている（川口訳版では原文のママ）。元日本軍参謀総長の老将軍。軍部の宇宙進出推進派。「矢田部信次郎」の偽名を使い、サンフランシスコを訪れる。
府馬五十雄（ふま いそお）
原文では「Ito(名）Humo（姓）」であるため、浅倉訳版で姓名が改変されている（川口訳版では原文のママ）。日本陸軍の退役少佐。旧アメリカ美術品の収集家で、4年前に古本屋を経営していたチルダンのもとを訪れ、彼の美術商への転身のきっかけを作る。
エフレイキアン
第一通商代表団オフィスの職員で、田上の秘書。背が高く、褐色の髪をしたアルメニア系の女性。
ラムジー
第一通商代表団オフィスの職員で、田上の秘書。アメリカ系白人の男性。
ルドルフ・ヴェゲナー
ドイツ国防軍情報部の大尉。ドイツ国内の要人の密命を受け、スウェーデン人実業家「バイネス」の偽名を使いサンフランシスコを訪れる。
ドイツに帰国後、国防軍と連携したSSに拘束される。
フーゴー・ライス
サンフランシスコ駐在ドイツ帝国領事を務める男爵。SS名誉少佐の階級を持ち、形式上メーレの指揮下にある。
ブルーノ・クロイツ・フォン・メーレ
太平洋岸連邦のSD地方長官。ハイドリヒ暗殺計画を阻止したことで目をかけられ、SD内での地位を確立する。
アレックス・ロッツェ
ドイツ人芸術家。個展を開くためサンフランシスコを訪れる。飛行機で隣席だったバイネスの「自分はユダヤ人だ」という冗談を真に受け、ドイツ領事館に「サンフランシスコにユダヤ人がいる」と密告する。
ウインダム＝マトスン
WMコーポレーションの社長。フランクの雇い主。複数の企業の大株主であり、太平洋岸連邦の政府首脳部と繋がっている。
エド・マッカーシー
ウインダム＝マストンが経営する工場の現場監督で、フランクの友人。フランクとともにエドフランク宝飾工房を起業する。
レイ・キャルヴィン
サンフランシスコで一・二を争う卸売業者。ウインダム＝マストンが製造する模造品を取扱い、チルダンと取引をしている。
ホーソーン・アベンゼン
『イナゴ身重く横たわる』の作者。通称「高い城の男」。第二次世界大戦ではアメリカ海兵隊の軍曹としてイギリス戦線に従軍した。
現在はロッキー山脈連邦のシャイアンにある山奥の要塞（通称「高い城」）で暮らしている。
キャロライン・アベンゼン
ホーソーンの妻。灰色の目をした赤茶色の髪のアイルランド系女性。

## 登場国家

### 旧枢軸国（戦勝国）
ナチス・ドイツ
ヨーロッパと西シベリア、中東、アフリカ南部、南米中南部、北米東部を支配する西の超大国。「第三帝国」とも呼ばれる。本土たるヨーロッパではフランス・イギリスを直接占領下に置きつつ、イタリアとスペインを筆頭とする独立国も従属勢力として従えている。
国内の反ナチ派や穏健派は殆どが粛清されてヒトラー時代以上に徹底した人種主義国家になっており、黄色人種（モンゴロイド）の日本とは政策面でも対立している。コーカソイド、特にその中でも北方人種的な人々を自国・他国を問わずに集めており、近年ではそうした純血種のみの文明を一から建設すべく火星移住計画など宇宙開発に執心している。
アドルフ・ヒトラーは老年性の麻痺で隠居しており、マルティン・ボルマンが首相になっている。作品中盤でボルマン死去に伴いヨーゼフ・ゲッベルスが後任の首相になったが、ラインハルト・ハイドリヒなど党長老らによる権力闘争が続いている。
『イナゴ身重く横たわる』の世界では連合国に敗れ、ヒトラーらナチス幹部はミュンヘンで裁判にかけられ処刑されている。
大日本帝国
アジアと東シベリアを中心としたユーラシア大陸東部に加え、太平洋から北米大陸の西海岸にまで支配権を持つ東の超大国。直轄領は東アジアの一部だが、自国を中心とした大東亜共栄圏を通じて広大な領域を間接的に統治している。世界の覇権を巡ってナチス・ドイツら西側と対峙しているが、領土はともかく技術的には後塵を拝しており、宇宙開発も南米など未開地の開拓に力を注ぎ全く進んでいない。
アメリカ西海岸では占領者の片方として憎まれる一方、ナチスに比べて人種や民族には寛容で、ナチスが根絶を目指すユダヤ人にも同情的である。
『イナゴ身重く横たわる』の世界では真珠湾攻撃に失敗し、ドイツの援軍も得られず敗北しアメリカの属国になっている。
イタリア王国
ドイツ最大の同盟国。枢軸国の一員として戦勝国となり、バルカン半島とアフリカの北部・東部を与えられた。戦後の日独冷戦では一貫してドイツに協力している。
地中海埋立事業によってバルカン半島南部・北アフリカと陸地で結ばれた大陸国家となり、ヨーロッパ地図は大きく塗り替えられた。名目上は三大戦勝国の一つで戦前のスローガン通り「新ローマ帝国」を自称しているが、実態はドイツの衛星国にすぎず日独には大きく差を付けられている。ベニート・ムッソリーニが健在かは不明だが、娘婿のガレアッツォ・チャーノが東西陣営の仲介役として行動している。
『イナゴ身重く横たわる』の世界では、連合国に寝返り枢軸国の敗北を決定的にするが、戦後はイギリスに併合される。

### 旧連合国（敗戦国）
アメリカ合衆国
かつての超大国。1933年にフランクリン・D・ローズヴェルトが暗殺され、後任の大統領となったジョン・N・ガーナーの無策、ジョン・W・ブリッカーの孤立主義により不況と軍備の再建が出来ない状態で第二次世界大戦に参戦し、枢軸国に降伏する。
ナチス・ドイツの傀儡国家として旧領の内、東海岸のみを支配下に置き、アメリカ・ナチ党が政府を構成している。敗戦直後は軍政司令官のエルヴィン・ロンメルが統治を担当するが、ドイツ本国の人種政策普及に消極的だったため1949年に解任され、後任の軍政司令官となったハンス・ランメルスにより人種法が制定され、ユダヤ人迫害が本格化する。また、ロンメルと共に解任されたフリッツ・トートに代わりアルベルト・シュペーアが復興を担当し、経済復興を成し遂げる。
『イナゴ身重く横たわる』の世界では、暗殺を免れたローズヴェルトが1940年まで大統領を務め、後任のレックスフォード・タグウェルがニューディール政策を引き継ぎ経済復興と再軍備を整え第二次世界大戦に勝利し、イギリスと世界を二分する。
アメリカ太平洋岸連邦
日本側の傀儡国家。アメリカ西海岸とアラスカを統治し、サクラメント政府を構成する支配層は「ピノック（拝日派）」と侮蔑されている。人種や民族に対する差別政策がないため、合衆国からの亡命者やユダヤ人が多数居住している。
ロッキー山脈連邦
東西海岸の間に位置する、アメリカ中西部を治める国家。ドイツ・日本いずれからも直接統治を受けない緩衝地帯であり、太平洋岸連邦とは緩やかな連携を維持している。
ソビエト連邦
1941年にドイツに降伏し解体され、旧ロシア帝国時代からのスラヴ系住民（ロシア人、ウクライナ人、ポーランド人など）は全て僻地に一掃されている。無人となった土地は生存圏政策に基いてナチスが選抜した「アーリア人」が新たに入植しており、今はウクライナ開拓が進んでいる。
『イナゴ身重く横たわる』の世界では、エル・アラメインの戦いに勝利したイギリス軍と合流しスターリングラード攻防戦の勝利を経て戦勝国の一員となるが、戦後に政治的・経済的失策を重ね崩壊し、イギリスとアメリカに分割統治されている。
イギリス
ヨーロッパで最後まで抵抗した末、独伊のイギリス本土上陸と、その際のウィンストン・チャーチルによる焦土作戦で凄惨な結末を迎えた。現在はフランスと同じくドイツ直轄領として占領統治が続いている。
『イナゴ身重く横たわる』の世界ではドイツを降伏させヨーロッパ全土を併合し、アメリカと世界を二分する超大国となる。戦後に起こる英米対立にも勝利し、最終的に世界の覇権を握る。また、その間一貫してチャーチルが首相を務めている。

## 評価
出版された当時は冷戦中であり、米国内で波紋を広げた他、当の枢軸国であった日本とドイツでも少なくない波紋を広げた。
日本では国内作家による架空戦記・仮想歴史作品程著名ではないものの、作中で日本人が好意的に描かれていることから概ね好感を持って受け入れられ、新装版が発売されるほどとなっている。ただしアメリカ人視点におけるステレオタイプ的な日本人の描写については、批判的な声もある。

## 日本語訳
- 『高い城の男』 川口正吉訳、早川書房〈ハヤカワ・SF・シリーズ〉、1965年2月
- 『高い城の男』 浅倉久志訳、ハヤカワ文庫SF、1984年7月、のち新版、ISBN 978-4150105686

## テレビドラマ
Amazonビデオにおいて、TVドラマシリーズ『高い城の男』が2015年11月から配信され、2019年には最終シーズン4が世界同時配信された。
リドリー・スコットが製作総指揮をつとめ、キャラクターや世界観の設定は原作を踏襲しているが、例えば禁書である『イナゴ身重く横たわる』が書籍ではなく映画フィルムとなっているなど、オリジナルの脚色がなされ連続ドラマとして展開している。

## 備考
類似した作品に、ランドルフ・ロバン（Randolph Roban）の『さかさまの世界―もしドイツが勝っていたら』（Wenn deutschland gesiegt hatte..., 全国書誌番号:53002016）が存在する。
また、2016年にはピーター・トライアスが本作のオマージュである『ユナイテッド・ステイツ・オブ・ジャパン』をリリースしている。
また、本作の原題の後半の日本語発音をもとに、アメリカのSFレーベル「Haikasoru」（ハイカソル）が生まれている。「Haikasoru」は、日本SFの英語への翻訳活動を目的として設立された。